# Evangelisch-Lutherisches Dekanat Erlangen
Das Evangelisch-Lutherische Dekanat Erlangen ist eines der zehn Dekanate des Kirchenkreises Nürnberg. Amtierender Dekan ist Bernhard Petry. Das Dekanat ist in drei Regionen eingeteilt. Die Region Mitte wird vom Dekan Bernhard Petry mit Sitz in Erlangen geleitet. Die Regionen Westen und Osten werden von den stellvertretenden Dekanen Karola Schürrle und Oliver Schürrle mit Sitz in Herzogenaurach bzw. Gerhild Rüger mit Sitz in Uttenreuth betreut.

## Geschichte

### Fürstentümer Ansbach und Bayreuth
In Baiersdorf wurde 1564 ein Dekanat des Markgrafentums Brandenburg-Ansbach errichtet. Zwar gehörte zu dieser Zeit Baiersdorf zum Markgrafentum Brandenburg-Kulmbach, stand aber, wegen der gemeinsamen Regierung beider Fürstentümer, unter ansbachischer Verwaltung. Ab 1679 wurde das Dekanat, wieder bayreuthisch, als Superintendentur geführt. Zum Dekanat gehörten bei seiner Errichtung die Pfarreien Baiersdorf, Erlangen (die heutige Pfarrei Erlangen-Altstadt), Frauenaurach, Hausen, Hohenstadt und Uttenreuth. Möhrendorf wurde 1663 erworben. 1683 kamen Kairlindach und Münchaurach (heute Aurachtal) aus dem Dekanat Neustadt an der Aisch hinzu. 1703 wurde die Pfarrei Erlangen-Neustadt errichtet. 1706 brannte die (heutige Alt-)Stadt Erlangen einschließlich der historischen Altstädter Kirche fast vollständig ab, sodass die Altstädter Kirche wieder errichtet werden musste. Im Januar 1724 wurde der Sitz der Superintendentur nach Erlangen-Neustadt verlegt. Aufgrund des großen Widerstands Baierdorfs wurde es zunächst am 10. Juni 1724 für exempt erklärt. Nach dem Tod des Erlanger Superintendenten Seyfarth wurde Baiersdorf als Superintendentur wiederhergestellt und Erlangen-Neustadt dafür für exempt erklärt. Nachdem Erlangen-Neustadt 1744 Universitätspfarrei wurde, wurde diese Pfarrei auch eximiert. 1752 wurde Eschenau erworben.

### Reichsstadt Nürnberg
Die Reichsstadt Nürnberg führte 1524 die Reformation ein. Durch die preußische Revindikation 1796 kamen folgende Pfarreien der Reichsstadt Nürnberg zu Baiersdorf: Beerbach, Behringersdorf, Bruck, Eltersdorf, Großgründlach, Kalchreuth, Heroldsberg, Igensdorf, Rückersdorf, Tennenlohe, Kraftshof, und Nürnberg-St. Jobst. 1803 wurde Forth erworben.

### Reformierte Pfarreien
Die heutige Erlanger Neustadt wurde nach ihrem Gründer Markgraf Christian Ernst Christian-Erlang genannt, der – obwohl selbst Lutherisch – 1686 hugenottische Glaubensflüchtlinge einlud, in seinem Markgrafentum südlich der bestehenden mittelalterlichen Stadt Erlangen eine neue Stadt zu errichten. Dazu finanziert er den Bau des Temple (ohne den später errichteten Turm) – heute als Hugenottenkirche bekannt – komplett aus eigener Tasche und stellte auch Soldaten zu ihrer Errichtung zur Verfügung. Gleiches gilt für die vollständige Planung der barocken Neustadt. Des Weiteren gewährte er Zuschüsse und Kredite zum Bau weiterer Gebäude. 1686 wurde die französisch-reformierte Pfarrei errichtet. Der Markgraf verzichtete vertraglich auch für viele Jahre auf Steuern. Wenige Jahre später gewährte er diese Privilegien deutsch-reformierten Flüchtlingen aus der Kurpfalz, die nach den Verwüstungen des Pfälzischen Erbfolgekrieges auswandern mussten. Die deutsch-reformierte Pfarrei wurde 1693 errichtet, als der Bau der Hugenottenkirche beendet war. Den Pfälzern wurde vom Markgrafen kurz vor der Einweihung ein Mitbenutzungsrecht in der französisch-reformierten Kirche eingeräumt. Dieses endete mit der Errichtung der deutsch-reformierten Kirche am Bohlenplatz ab 1728.
Die beiden reformierten Kirchengemeinden (die deutsch-reformierte mit Gaststatus) waren Teil einer Synode reformierter (hugenottischer) Gemeinden in den Markgrafentümern Brandenburg-Bayreuth bzw. Brandenburg-Ansbach, an der sich für einige Jahre auch die hugenottische Gemeinde in Hildburghausen in Thüringen beteiligte. Nachdem die Markgrafentümer 1792 erst per Abdankung des letzten ansbachischen Markgrafen an Preußen fielen, kamen sie durch die Napoleonischen Kriege an Bayern. In der Folge wurden die reformierten Kirchengemeinden 1811 im Sinne einer königlich protestantischen Staatskirche einem lutherischen Generaldekanat und einem lutherischen Dekan unterstellt, was für über hundert Jahre immer wieder zu Reibungspunkten führte. Mit dem Ende der Monarchie nach dem Ersten Weltkrieg endeten auch die Staatskirchen, sodass die reformierten Pfarreien aus den lutherischen Dekanaten 1919 ausschieden. Sie bildeten mit anderen reformierten Pfarreien die Evangelisch-reformierte Kirche in Bayern. 1922 vereinigten sich beide reformierten Kirchengemeinden zur Evang.-reformierten Pfarrei Erlangen. Die deutsch-reformierte Kirche am Bohlenplatz wurde an das lutherische Dekanat verkauft und dient heute als lutherisches Gemeindehaus.

### Bayerische Zeit
Am 7. Dezember 1810 wurde das bayerische Dekanat Erlangen errichtet. Bis 1814 war der Sitz in Baiersdorf. Sein Bestand änderte sich mehrfach im Laufe der Jahre, insbesondere durch die Auflösung des Dekanats Münchaurach 1972, dessen Gemeinden bis auf eine nach Erlangen übergingen. In jüngerer Zeit wurden folgende Pfarreien neu errichtet: 1951 Herzogenaurach, 1952 Erlangen-Johanneskirche, 1957 Erlangen-Markuskirche, 1958 Erlangen-Matthäuskirche.

## Kirchengemeinden
Zum Bezirk gehören 31 Kirchengemeinden in drei Regionen, in denen 80.000 Gemeindeglieder leben. Im Folgenden sind die Pfarreien, deren zugehörige Kirchengemeinden sowie deren Kirchengebäude aufgeführt. Eine Gesamtübersicht ist auf der Website des Dekanats zu finden.
- Pfarrei Aurachtal
  - Kirchengemeinde Aurachtal, Klosterkirche Münchaurach
  - Kirchengemeinde Oberreichenbach, St. Egidien
- Baiersdorf, Stadtpfarrkirche St. Nikolaus, Friedhofskirche St. Johannis
- Beerbach, St. Egidien in Beerbach, St. Johannis in Neunhof
- Bubenreuth, St. Lukas
- Eckenhaid, Friedenskirche
- Eltersdorf, St. Egidien
- Erlangen-Altstadt, Altstädter Kirche (Dreifaltigkeitskirche), Burgbergkapelle
- Erlangen-Bruck, St. Peter und Paul
- Erlangen-Erlöserkirche
- Erlangen-St. Johannes
- Erlangen-Martin-Luther-Kirche
- Erlangen-Neustadt, Universitätskirche Neustädter Pfarrkirche, Neustädter Friedhofskirche
- Erlangen-St. Markus
- Erlangen-St. Matthäus
- Erlangen-St. Thomas
- Eschenau, St. Bartholomäus
- Forth, St. Anna
- Pfarrei Frauenaurach
  - Kirchengemeinde Frauenaurach, Klosterkirche St. Matthäus (13. Jh.)
  - Kirchengemeinde Kriegenbrunn, Wehrkirche St. Johannes der Täufer (14. Jh.)
- Großgründlach, St. Laurentius, Kapelle St. Felicitas
- Hemhofen, Heilandskirche
- Herzogenaurach, Evangelische Stadtkirche
- Kairlindach, St. Kilian
- Kalchreuth, St. Andreas (1472)
- Möhrendorf, St. Oswald und Martin, St. Laurentius
- Neuhaus, St. Matthäus
- Tennenlohe, St. Maria Magdalena
- Uttenreuth, St. Matthäus (1766)
- Pfarrei Weisendorf
  - Kirchengemeinde Rezelsdorf, St. Katharina
  - Kirchengemeinde Weisendorf, ev. Kirche